# Songs My Brothers Taught Me
Songs My Brothers Taught Me è un film del 2015 diretto da Chloé Zhao.